# Крыжановская, Марта Яновна
Ма́рта Я́новна Крыжановская (13 марта 1930, Ленинград — 9 июня 2025, Санкт-Петербург) — советский и российский искусствовед, специалист по западноевропейскому средневековому искусству, кандидат искусствоведения. Автор научных и популярных трудов, в том числе книг по истории искусства для детей. Дочь скульптора Анны Крыжановской.

## Биография
Родилась 13 марта 1930 года в Ленинграде в семье художников. Мать — Анна Владимировна Крыжановская, скульптор.
Окончила Институт живописи, скульптуры и архитектуры имени И. Е. Репина. В 1970 году защитила кандидатскую диссертацию на тему: «Романская пластика из кости и некоторые проблемы её развития».
Работала в Государственном Эрмитаже, занималась исследованием западноевропейского средневекового искусства, особенно романской и готической скульптуры. Автор научных работ, а также книг и брошюр, предназначенных для популяризации искусства среди детей и подростков.
Скончалась 9 июня 2025 года в Санкт-Петербурге на 96-м году жизни.

## Творчество и труды
- Искусство западного средневековья (1963) — одна из первых книг серии «Путешествия в прошлое по залам Эрмитажа». Написана для детей среднего школьного возраста. Содержит популярное изложение истории и эстетики романской и готической архитектуры, скульптуры и прикладного искусства.
- Анна Крыжановская. Жизнь и творчество ленинградского скульптора (2016) — биографическая книга о матери, при участии Л. Хмельницкой.

## Научные интересы
- Основной областью исследований была западноевропейская средневековая пластика, особенно резьба по кости и декоративные элементы в религиозной архитектуре. В ряде работ освещала проблемы хронологии и стилистики романской скульптуры.